# Etmopteridae
Etmopteridae – rodzina ryb chrzęstnoszkieletowych z rzędu koleniokształtnych (Squaliformes). Czasem włączana jako podrodzina Etmopterinae do rodziny scymnowatych (Dalatiidae).

## Zasięg występowania
Ocean Indyjski, Ocean Spokojny i w niektórych częściach Oceanu Atlantyckiego . Zasiedlają wody głębokie, wiodą przydenny tryb życia.

## Cechy charakterystyczne
Ciało cylindrowate. Małe i bardzo małe, zwykle nie przekraczają 90 cm długości. Kolce w płetwach grzbietowych. Mają narządy świetlne. Większość gatunków cechuje wcięcie na górnym płacie płetwy ogonowej.
Ich podstawowym pokarmem są ryby i głowonogi.

## Klasyfikacja
Rodzaje zaliczane do tej rodziny:
- Aculeola de Buen, 1959 – jedynym przedstawicielem jest Aculeola nigra de Buen, 1959
- Centroscyllium Müller & Henle, 1841
- Etmopterus Rafinesque, 1810
- Trigonognathus Mochizuki & Ohe, 1990 – jedynym przedstawicielem jest Trigonognathus kabeyai Mochizuki & Ohe, 1990